# DoCoMo 秋元康のMature Style
「DoCoMo 秋元康のMature Style」（ドコモ あきもとやすしのマチュアルスタイル）は、TOKYO FMで放送されていたラジオ番組。
毎回、多彩なゲストを招き、その人の人となりについてのトークを展開する形式の番組。